# Wilhelm Friedrich Wieprecht
Wilhelm Friedrich Wieprecht (10 de agosto de 1802 - 4 de agosto de 1872) fue un director de orquesta alemán, compositor e inventor.

## Primeros años de vida y carrera
Wieprecht nació en Aschersleben, donde su padre fue un músico del pueblo. De acuerdo a su autobiografía, Wieprecht pronto aprendió de su padre a tocar casi todos los instrumentos de viento. Sin embargo, el tocar el violín fue en lo que su padre deseó particularmente que sobresaliera; y en 1819 fue a Dresde, donde estudió composición y el violín en tan buena forma que un año después se le otorgó una posición en la orquesta de la ciudad de Leipzig, tocando también en la famosa Gewandhaus. En ese tiempo, además de tocar el violín y el clarinete en la orquesta, también tocó presentaciones en "solo" con el trombón.
En 1824 fue a Berlín, donde se volvió un miembro de la orquesta real, y estuvo en el mismo año apuntado como músico de cámara para el rey. Su residencia en Berlín dio a Wieprecht una amplia oportunidad para el ejercicio de su genio para la música militar, en la cual descansa su fama. Muchas de sus marchas fueron pronto adoptadas por las bandas de regimientos, y una composición militar más ambigua atrajo la atención de Gaspare Spontini, de cuyo hogar se volvió un íntimo huésped.

## Carrera posterior
Fue en ese momento cuando comenzó a estudiar acústica, para corregir las deficiencias en los instrumentos musicales militares. Como resultado, mejoró las válvulas de los instrumentos de viento, y tuvo éxito al construirlas sobre los principios de la acústica sonora, incrementando sustancialmente el volumen y la pureza de su tono. También inventó la tuba de viento o bombardón para dar una mayor riqueza y poder a las partes de bajo. En reconocimiento de estos inventos, en 1835 fue honrado por la Academia Real de Berlín.
En 1838 fue designado por el gobierno prusiano como director general de todas las bandas de guardia, y en reconocimiento de la magnífica interpretación de las bandas masivas por la ocasión de la visita del emperador Nicolás I de Rusia el mismo año, fue premiado con un uniforme especial. En 1843 se volvió director general de las bandas del 10.º Cuerpo de Ejército Confederado, y desde esta vez ejerció una profunda influencia en el desarrollo de música militar en Alemania y más allá.
Fue el primero en arreglar las sinfonías y oberturas de los clásicos maestros para instrumentos militares, y para organizar aquellos espectáculos al aire libre de piezas de concierto por bandas militares qui hicieron mucho para popularizar la buena música en Alemania y todas partes. La presentación organizada por él sobre La batalla de Vitoria de Beethoven, en la cual las llamadas de corneta fueron dadas por trompeteros estacionados en varias partes del jardín y los disparos de cañón fueron hechos por armas reales, causó una inmensa sensación.
Además del gran trabajo que realizó en Alemania, Wieprecht, en 1847, reorganizó la música militar en Turquía y, en 1852, en Guatemala. Compuso canciones militares así como numerosas marchas, y contribuyó frecuentemente sobre su tema favorito en las revistas musicales de Berlín. Wieprecht fue un hombre de naturaleza genial, amable y generosa, y estuvo asociado con muchas fundaciones caritativas establecidas para el beneficio de músicos pobres. Ludwig Bussler fue uno de sus pupilos.